# Protée (Q155)
| «Проті» (Q155)                                             | «Проті» (Q155) | «Проті» (Q155) |
| ---------------------------------------------------------- | --- | --- |
| Protée (Q155)                                              | | |
|                                                            | | |
| Схема підводного човна типу «Редутабль»                    | | |
| Верф                                                       | Forges et Chantiers de la Méditerranée, Ла-Сейн-сюр-Мер | Forges et Chantiers de la Méditerranée, Ла-Сейн-сюр-Мер |
| Під прапором                                               | Франція | Франція |
| Належність                                                 | Військово-морські сили Франції | Військово-морські сили Франції |
| Порт приписки                                              | Тулон Касабланка | Тулон Касабланка |
| На честь                                                   | Протей | Протей |
| Закладений                                                 | 4 жовтня 1928 | 4 жовтня 1928 |
| Спуск на воду                                              | 31 липня 1930 | 31 липня 1930 |
| Введений до складу флоту                                   | 1 листопада 1932 | 1 листопада 1932 |
| На службі                                                  | 1932—1943 | 1932—1943 |
| Загибель                                                   | 20 грудня 1943 року затонув, підірвавшись на міні поблизу Марселя | 20 грудня 1943 року затонув, підірвавшись на міні поблизу Марселя |
| Сучасний статус                                            | затоплений | затоплений |
| Бойовий досвід                                             | Друга світова війна Битва за Атлантику | Друга світова війна Битва за Атлантику |
| Проєкт                                                     | | |
| Тип ПЧ                                                     | великий крейсерський дизель-електричний підводний човен | великий крейсерський дизель-електричний підводний човен |
| Основні характеристики                                     | | |
| Швидкість (надводна)                                       | 17,5 вузлів (32,4 км/год) | 17,5 вузлів (32,4 км/год) |
| Швидкість (підводна)                                       | 10 вузлів (18,6 км/год) | 10 вузлів (18,6 км/год) |
| Робоча глибина занурення                                   | 75 м | 75 м |
| Гранична глибина занурення                                 | 80 м | 80 м |
| Дальність плавання                                         | 14 000 миль (26 000 км) на швидкості 7 вузлів (надводна) 10 000 миль (18 600 км) на швидкості 10 вузлів (надводна) 4 000 миль (7 000 км) на швидкості 17 вузлів (надводна) 90 миль (170 км) на швидкості 7 вузлів (підводна) | 14 000 миль (26 000 км) на швидкості 7 вузлів (надводна) 10 000 миль (18 600 км) на швидкості 10 вузлів (надводна) 4 000 миль (7 000 км) на швидкості 17 вузлів (надводна) 90 миль (170 км) на швидкості 7 вузлів (підводна) |
| Автономність плавання                                      | 30 діб | 30 діб |
| Екіпаж                                                     | 71 офіцер та матрос | 71 офіцер та матрос |
| Розміри                                                    | | |
| Довжина найбільша (по КВЛ)                                 | 92,30 м | 92,30 м |
| Ширина корпусу найб.                                       | 8,1 м | 8,1 м |
| Середня осадка (по КВЛ)                                    | 4,4 — 4,7 м | 4,4 — 4,7 м |
| Водотоннажність надводна                                   | 1572 т | 1572 т |
| Силова установка                                           | | |
| Дизель-електрична: 2 × дизельні двигуни 2 × електродвигуни | | |
| Гвинти                                                     | 2 | 2 |
| Потужність                                                 | 2 × 3000 к.с. (дизелі) 2 × 1200 к. с. (електродвигуни) | 2 × 3000 к.с. (дизелі) 2 × 1200 к. с. (електродвигуни) |
| Озброєння                                                  | | |
| Артилерія                                                  | 1 × 100-мм гармата | 1 × 100-мм гармата |
| Торпедно- мінне озброєння                                  | 9 × 550-мм торпедних апаратів 2 × 400-мм торпедних апарати 13 торпед | 9 × 550-мм торпедних апаратів 2 × 400-мм торпедних апарати 13 торпед |
| ППО                                                        | 1 × 13,2-мм великокаліберний кулемет M1929 | 1 × 13,2-мм великокаліберний кулемет M1929 |

«Проті» (Q155) (фр. Protée (Q155) — військовий корабель, великий океанський підводний човен типу «Редутабль» військово-морських сил Франції часів Другої світової війни.
Підводний човен «Проті» був закладений 4 жовтня 1928 року на верфі компанії Forges et Chantiers de la Méditerranée у Ла-Сейн-сюр-Мері. 31 липня 1930 року він був спущений на воду, а 1 листопада 1932 року увійшов до складу ВМС Франції.

## Історія
На початку Другої світової війни корабель служив у Середземному морі, будучи флагманом 3-го дивізіону, 3-ї ескадри 1-ї флотилії підводних човнів у Тулоні (проходив переобладнання, яке закінчилося 1 грудня 1939 року). 3 лютого 1940 року «Проті» і есмінці «Сімун» і «Фортуна» вирушили з Орана до Касабланки. 18 квітня корабель вийшов з Касабланки і в супроводі есмінця «Тромб» 19 квітня перетнув Гібралтарську протоку, досягнувши Бізерти 21 квітня.
У червні 1940 року корабель перебував у Бейруті у складі 3-ї ескадри підводних човнів (разом з «Актеон» і «Ахерон»). 10 червня, після оголошення війни Італією, група ПЧ вийшла з бази, вирушивши на патрулювання до архіпелага Додеканес, на схід від Лероса. Після того, як Франція підписала перемир'я з Німеччиною, британці вжили заходів, щоб не дати Третьому Рейху заволодіти французьким флотом. Результатом стала операція «Катапульта», проведена на початку липня 1940 року. 3-7 липня в Александрії відбулася нейтралізація французьких кораблів, що тут базувалися під командуванням віцеадмірала Р.-Е. Годфруа. Французькі кораблі склали зброю, паливо з них було відкачано, екіпажі розформовані.
Після висадки союзників у Північній Африці «Проті» був відновлений у січні 1943 року та 30 травня 1943 року приєднався до Вільного французького флоту. 29 грудня 1943 року корабель, патрулюючи район між Тулоном і Марселем, поблизу останнього натрапив на міні і затонув. Разом із французьким екіпажем загинули троє британців.